# Mauri Röppänen
Mauri Röppänen (Outokumpu, 19 de enero de 1946) es un deportista finlandés que compitió en biatlón.
Participó en los Juegos Olímpicos de Sapporo 1972, obteniendo una medalla de plata en la prueba por relevos. Ganó una medalla de bronce en el Campeonato Mundial de Biatlón de 1969.

## Palmarés internacional
| Juegos Olímpicos   | Juegos Olímpicos   | Juegos Olímpicos  | Juegos Olímpicos |
| Año                | Lugar              | Medalla           | Prueba           |
| ------------------ | ------------------ | ----------------- | ---------------- |
| 1972               | Sapporo (Japón)    | Medalla de plata  | Relevos          |
| Campeonato Mundial |                    |                   |                  |
| Año                | Lugar              | Medalla           | Prueba           |
| 1969               | Zakopane (Polonia) | Medalla de bronce | Relevos          |